# 弗利克斯库尔
弗利克斯库尔（法語：Flixecourt，法語發音：[fliksəkuʁ]）是法国上法蘭西大區索姆省的一个市镇，属于亚眠区。

## 地理
弗利克斯库尔（50°0'46"N, 2°4'51"E）面积11.84 平方千米，位于法国上法蘭西大區索姆省，该省份为法国北部沿海省份，北起加来海峡省和北部省，西接滨海塞纳省和大西洋英吉利海峡，南至瓦兹省，东临埃纳省。
与弗利克斯库尔接壤的市镇（或旧市镇、城区）包括：索姆河畔贝卢瓦、贝当库尔圣旺、布尔东、莱图瓦勒、索姆河畔昂热斯特、圣旺、维尔勒马尔克莱。
弗利克斯库尔的时区为UTC+01:00、UTC+02:00（夏令时）。

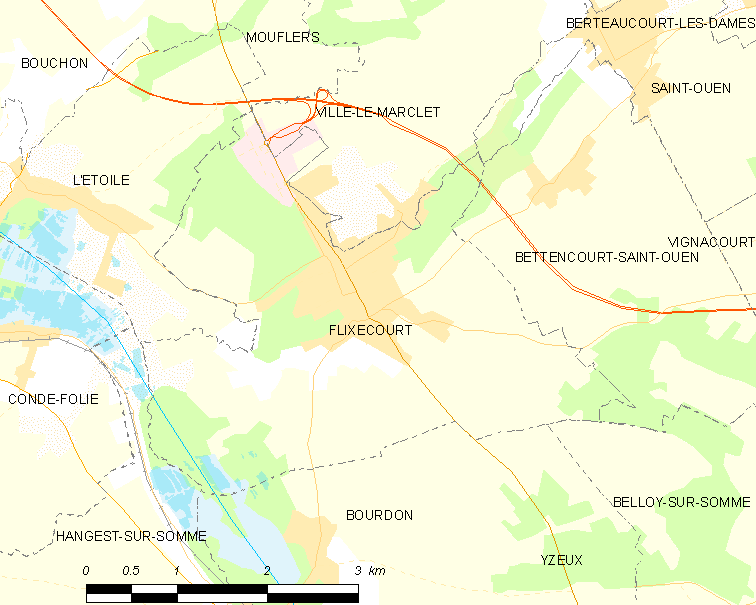
弗利克斯库尔的OSM定位图

## 行政
弗利克斯库尔的邮政编码为80420，INSEE市镇编码为80318。

## 政治
弗利克斯库尔所属的省级选区为弗利克斯库尔县。

## 人口

1962-2008年间弗利克斯库尔人口变化图示

弗利克斯库尔于2022年1月1日时的人口数量为3247人。